# Il gabbiano infelice/Oceano
Il gabbiano infelice/Oceano è un 45 giri de Il Guardiano del Faro, uscito nel 1972.

## Il disco
Il gabbiano infelice è il lato A del disco, rivisitazione strumentale del brano Amazing Grace di John Newton; il brano sul lato B è intitolato Oceano.
I due brani sono stati realizzati suonando il moog, ovvero un sistema di suoni sintetizzati. Ad un primo ascolto, i due brani sembrano diversi, ma il lato B non è altro che il lato A registrato al contrario. Non esistendo all'epoca mezzi digitali, con molta probabilità il brano venne realizzato riproducendo al contrario la bobina di registrazione.
Il singolo fu un autentico successo nell'autunno del 1972, piazzandosi sesto nella classifica di fine anno.

## Tracce
LATO A
1. Il gabbiano infelice (musica: Arfemo; edizioni musicali Iller/Puccio)

LATO B
1. Oceano (musica: Arfemo; edizioni musicali Iller/Puccio)